# Rafael Martínez Alés
Rafael Martínez Alés (Madrid, 25 de noviembre de 1939-7 de febrero de 2023) fue un editor español, fundador de Edicusa, la editorial de la revista Cuadernos para el Diálogo. También fue director editorial de Alianza Editorial entre 1989 y 2009.

## Biografía
Rafael Martínez nació en Madrid en 1939. Casado con Joëlle Bavière, tuvo cinco hijos.
Fue director general del Instituto Nacional del Libro y responsable por tanto de la Editora Nacional (1978 -1982), donde entró de la mano de Joaquín Ruiz-Giménez. Cuando el propio Ruiz Giménez y un grupo de colaboradores entre los que encontramos a Elías Díaz, Gregorio Peces Barba, Ignacio Camuñas, Juan Luis Cebrián, Javier Rupérez o Pedro Altares, pusieron en marcha en octubre de 1963 la revista Cuadernos para el Diálogo, Rafael Martínez Alés llevó la gestión empresarial como director gerente de la revista.

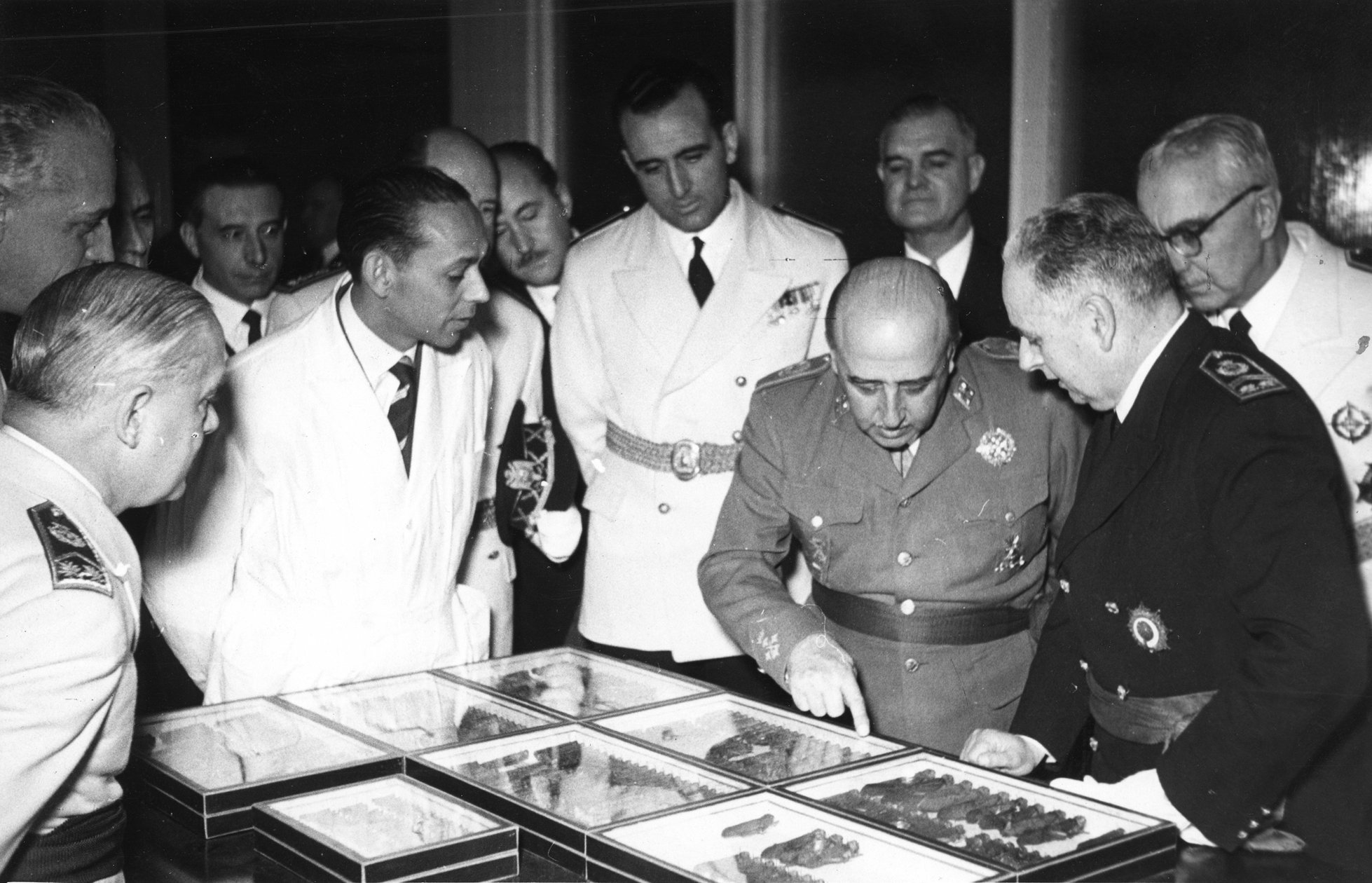
Inauguración del INIA por Franco (noviembre de 1954). Detrás, Joaquín Ruiz-Giménez, ministro de Educación.

### Edicusa
Pronto se desgajó de la revista Cuadernos para el Diálogo la editorial Edicusa (Ediciones Cuadernos para el Diálogo S.A.), en la que Martínez Alés tomó un papel más activo. La revista Cuadernos para el Diálogo fue un proyecto que duraría quince años (el último número vio la luz en octubre de 1978). En el proyecto colaboraron personalidades como Mariano Aguilar Navarro, Manuel Giménez Fernández, Francisco Sintes Obrador, José María Riaza, que formaron durante los años iniciales de la revista su Consejo de Redacción. A las pocas semanas de su lanzamiento se constituye la Editorial Cuadernos para el Diálogo (EDICUSA), cuyo capital inicial subscriben Ruiz-Giménez, Aguilar Navarro, Riaza, Sintes y Antón Menchaca. En la Junta de Fundadores aparecen otros nombres: Valentín Clemente, gerente de la publicación, Óscar Alzaga, José Luis Castillo Puche, Julio Rodríguez Arramberri y Leopoldo Torres Boursault.

### Alianza Editorial
Agotado el proyecto de Ruiz-Giménez, Rafael Martínez pasa a colaborar con José Ortega Spottorno y Jaime Salinas en la renovada Alianza Editorial, un sello de bolsillo que se consolidó como una de las editoriales más relevantes del panorama español. Adquirida por el Grupo Anaya en 1989, Alianza Editorial nombra a Martínez Alés director editorial y a Fermín Vargas gerente con el encargo de relanzar la empresa. La editorial, que ya en 1991 tenía un fondo de tres mil doscientos títulos, había editado en la colección de bolsillo 1.500 títulos.
Rafael Martínez puso en marcha en 1993 el proyecto Alianza Cien —pequeños libros a 100 pesetas (0,60€)—, que en menos de un año habían vendido ocho millones de ejemplares.